# دهستان هانیا
دهستان هانیا (به لاتین: Haanja Parish) یک دهستان در استونی است که در شهرستان وورو واقع شده‌است.

## خصوصیات
دهستان هانیا ۱۷۰ کیلومترمربع مساحت و ۱٬۲۰۱ نفر جمعیت دارد.